# 张淑萍
张淑萍（1965年10月—），女，汉族，中华人民共和国政治人物。现任辽宁省人大常委会副主任，中共朝阳市委书记，朝阳市人大常委会主任。